# Diego Sánchez (baloncestista)
Diego Sánchez Mordós, (nacido el 26 de diciembre de 1975   en Gijón, Asturias) es un jugador de baloncesto español. Con 1.98 de estatura, su puesto natural en la cancha es el de alero. 

## Trayectoria deportiva
- Colegio Jovellanos, Gijón. Cantera.
- Grupo Cultural Covadonga. Categorías inferiores.
- 1996-1997   EBA. Real Grupo de Cultura Covadonga.
- 1997-1999   LEB. Gijón Baloncesto.
- 1999-2000   EBA. C.B. Linense.
- 2000-2001   LEB 2. C.B. Linense.
- 2001-2002   LEB 2. Rayet Guadalajara. Juega 6 partidos.
- 24/10/2001 LEB. Tenerife Baloncesto.
- 2002-2003   LEB. Unelco Tenerife.
- 2003-2005   ACB. Unelco Tenerife.
- 2005-2009 Ricoh Manresa.
- 2009-2011 Menorca Básquet
- 2011-2012   LEB. Club Baloncesto Peñas Huesca.
- 2012-2013   LEB 2.  Oviedo Club Baloncesto.
- 2016-  EBA.  Gijón Basket.